# Фарнхаген фон Энзе, Карл Август
Карл Август Фарнхаген фон Энзе (нем. Karl August Varnhagen von Ense; 21 февраля 1785[…], Дюссельдорф — 10 октября 1858[…], Берлин) — немецкий писатель

, поэт, дипломат и историк-хронист.

## Биография
Карл Август Фарнхаген фон Энзе родился в городе Дюссельдорфе; образование получил в университетах Берлинском (где в то время читали Шлегель и Фихте) и Галльском (Вольф, Шлейермахер и Стеффенс). Под влиянием этих профессоров молодой Фарнхаген бросил медицину, к которой готовился по желанию медика-отца, и всецело посвятил себя философии и классической литературе.
Уже в 1803 году Фарнхаген, вместе с Адельбертом Шамиссо предпринял свою первую литературную работу — издание альманаха Musenalmanach. В 1809 году Фарнхаген вступил в австрийскую армию, в битве под Ваграмом был ранен и затем состоял адъютантом австрийского генерала, принца Бентгейма. В 1812 году, когда австрийская армия приняла участие в походе Наполеона в Россию, Фарнхаген оставил службу и поселился в Берлине. В 1813 году Фарнхаген, в чине капитана прусской службы, участвовал в преследовании Наполеона и вскоре стал адъютантом генерала Теттенборна, которого сопровождал до Парижа.
Между тем, Фарнхаген издал книгу: «Geschichte der Hamburger Ereignisse» (Лонд., 1813), обратившую на него внимание, а по окончании войны появилась его «Geschichte der Kriegszüge des Generals v. Tettenborn» (Штутгардт, 1815). Получив приглашение вступить в прусский дипломатический корпус, Варнгаген в 1814 г. сопровождал Гарденберга на Венский конгресс, в 1815 — в Париж, затем был министром-резидентом в Карлсруэ. В 1819 г. Фарнхаген был отозван оттуда и поселился в Берлине, где занялся исключительно литературным трудом и, после кратковременного увлечения романтической поэзией, избрал своею специальностью литературную критику и биографию.
Фарнхаген был одним из лучших стилистов своего времени и отличался тонким критическим чутьем. С этой точки зрения всего более ценятся в Германии — и особенно в Пруссии — его биографии отечественных деятелей; но для знакомства с нравственной личностью Фарнхагена, а также и для изучения его эпохи, гораздо важнее его дневник и его переписка.
Согласно Большой советской энциклопедии:

Он представляет переходный тип от автора научных, политических, философских исследований к современному европейскому журналисту, пишущему по слухам, на основании бесед с политическими деятелями, по беглым впечатлениям. 
 Пропагандировал русскую литературу в Германии. В 1838 году опубликовал статью об А. С. Пушкине; писал и о других русских писателях, переводил их произведения.

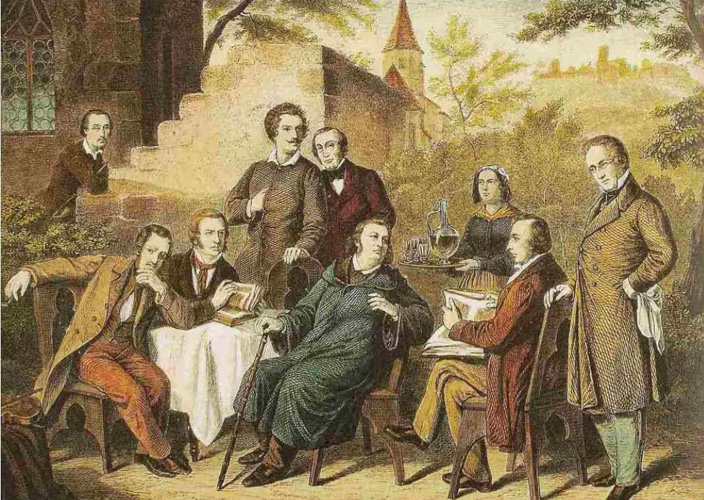
Картина Г. Ф. Г. Рустиге (слева направо): Теобальд Кернер, Ленау, Густав Шваб, граф Александр Кристиан Фридрих Вюртембергский, Карл Фридрих Майер, Юстинус Кернер, Фридерика Кернер, Людвиг Уланд, Карл Август Фарнхаген фон Энзе

Рано обреченный на бездействие, Фарнхаген по необходимости сделался наблюдателем и отмечал, со дня на день, признаки увеличивающегося разложения прусского дореформенного государственного строя. В противоположность обычному ходу вещей, старость не была для него временем охлаждения и скептицизма; сочувствие его к прогрессивным элементам немецкой народной жизни постоянно возрастало, и тем тяжелее было для него пережить реакцию пятидесятых годов.
Его супруга Рахель Левин (1771—1833) — хозяйка литературного салона, который посещали Гейне, Берне, Шеллинг, Шамиссо и другие, сыгравшего заметную роль в истории современных Фарнхагену немецких литературных течений.